# Barbara Zielińska
Barbara Zielińska (ur. 1959 w Krakowie) – polska aktorka.
W 1982 roku ukończyła studia w PWST w Krakowie, dyplom otrzymała w 1984 roku. Jest żoną aktora Edwarda Dargiewicza, mają córkę Martynę.

## Filmografia
- 2016: Moje córki krowy – pielęgniarka na neurochirurgii
- 2006: Szatan z siódmej klasy – kucharka
- 2006: Szatan z siódmej klasy – kucharka Maryla (odc. 3–7)
- 2005–2006: Niania – Krysia (odc. 6); Ula (odc. 47)
- 2005: Zakręcone – głos
- 2005: Pensjonat pod Różą – Górakowa (odc. 62 i 63)
- 2004–2005: Oficer – kasjerka (odc. 10 i 11)
- 2003: Tygrysy Europy 2 – Zośka Pachołkowa
- 2003–2006: Na Wspólnej – matka Asi
- 2003: Łowcy skór – matka Piotra
- 2003: Kasia i Tomek – głos pielęgniarki (odc. 14 i 15 II serii)
- 2002–2010: Samo życie – Irena Gawor
- 2000–2012: Plebania – Zofia Grzybowa
- 2000: Lokatorzy (odc. 9)
- 1999: Wszystkie pieniądze świata
- 1999: Policjanci – Janina Basiakowa
- 1997: Musisz żyć
- 1997–2008: Klan – krawcowa/pielęgniarka
- 1997: Boża podszewka – Maria Chmura
- 1997: 13 posterunek
- 1996: Tajemnica Sagali – mieszkanka Biskupina (odc. 4 i 5)
- 1996: Awantura o Basię – służąca
- 1995: Sukces... – Basia
- 1995: Ekstradycja – Anna Sawicka
- 1994: Zespół adwokacki – policjantka
- 1994: Szczur
- 1994: Panna z mokrą głową – służąca Felicja
- 1994: Panna z mokrą głową – służąca Felicja (odc. 1 i 2)
- 1994–1995: Fitness Club – Wiesia
- 1994: Faustyna
- 1993: Żywot człowieka rozbrojonego
- 1993: Pora na czarownice – pielęgniarka
- 1993: Goodbye Rockefeller
- 1993: Człowiek z... – Stasińska
- 1991: Rozmowy kontrolowane – Alicja Zambikowa
- 1990: Życie za życie. Maksymilian Kolbe
- 1990: Eminent domain
- 1989: Po upadku. Sceny z życia nomenklatury
- 1988–1990: W labiryncie
- 1988: Romeo i Julia z Saskiej Kępy
- 1986: Prywatne śledztwo
- 1986: Kolega Pana Boga
- 1984: Smażalnia story – Basia

## Polski dubbing
- 2024: Arcane – Ambessa Medarda[1]
- 2015: W głowie się nie mieści – smutek mamy
- 2014: Rio 2 – Mimi
- 2011: The Elder Scrolls V: Skyrim –
  - Fralia Siwo-Włosa,
  - Niedołężna Olava,
  - Lilith Dziewicze-Krosno,
  - Anise,
  - Tilma Wynędzniała,
  - Gerda,
  - Nana Ildene,
  - Vigdis Salvius,
  - Frida,
  - Hafjorg,
  - Angeline Morrard,
  - Alexia Vici,
  - Agnis,
  - Nocna Matka,
  - Nocnica,
  - Ofiara tortur
- 2011: Cziłała z Beverly Hills 2 – Delta
- 2010: Toy Story 3 – pani Bulwa
- 2010: Szczypta magii – ciotka Ferocia
- 2009: Dragon Age: Początek – Flemeth
- 2009: Gwiazda Kopernika
- 2008: Niezwykłe przypadki Flapjacka – Bańka
- 2008: Cziłała z Beverly Hills – Delta
- 2008: Dziewczyny Cheetah 3
- 2008: WALL·E
- 2007: Przygody Sary Jane − pani Piołun
- 2007: Ben 10: Wyścig z czasem
- 2007: Złoty kompas
- 2007: Zaczarowana
- 2007: Simpsonowie: Wersja kinowa – Marge Simpson
- 2006: Hannah Montana – Roxy Roker; Królowa Anglii
- 2006: Auta – pani Król
- 2006–2008: Nowa szkoła króla – Yzma
- 2005: Nie ma to jak hotel – Muriel; Ilsa Shickelgrubermeiger; pani Maywader (odc. 51); masażystka Weronika (odc. 53); jedna z tancerek Go Go (odc. 56)
- 2002: Harry Potter i Komnata Tajemnic – profesor Sprout
- 2001–2004: Samuraj Jack – żona Szkota (odc. 17)